# Ken Ryker
Ken Ryker, pseudonimo di Gary James Pokorney (Jeonju, 17 agosto 1972), è un ex attore pornografico statunitense, che ha lavorato in film pornografici gay, bisex ed etero.

## Biografia
Figlio di un ministro battista, è nato in Corea. Dopo la sua nascita, la famiglia ritorna negli Stati Uniti, più precisamente in Texas. Dopo gli studi aveva intenzione di intraprendere la carriera militare nella United States Marine Corps, ma a causa di un incidente automobilistico questo non gli fu possibile.
Con la fidanzata dell'epoca muove verso la San Fernando Valley in cerca di fortuna, viene notato per la sua prestanza fisica da un agente che lo introduce nel mondo degli strip club e delle riviste pornografiche. Da lì il salto fu breve, assumendo il nome d'arte di Ken Ryker inizia a partecipare ad alcuni film porno gay, guadagnandosi l'attenzione degli addetti del settore. I suoi film di maggior successo sono The Other Side Of Aspen IV e Ryker's Revenge, che gli hanno fatto aggiudicare vari premi nel settore hard.
Ryker è apparso anche in film bisex ed etero, diventando un'icona nel mondo LGBT e non solo, grazie al suo aspetto fisico, alto 193 cm, biondo e occhi azzurri, ma soprattutto per le dimensioni del suo pene, sebbene questo presenti una lieve incurvatura verso il basso. Ryker già ai tempi della scuola veniva chiamato dagli amici "Firehose" (tubo antincendio, letteralmente Canna di fuoco). Con le misure reali del suo pene, è stato realizzato un dildo di 28 cm di lunghezza e 7,5 di diametro, ciò che ne ha fatto uno dei dildi più venduti, assieme a quello di Jeff Stryker. Ha lavorato per i COLT Studio con lo pseudonimo di Bill Flagstaff.
Ormai da alcuni anni non appare più in film pornografici. Attualmente risiede in California, dove lavora presso la Frixion Lube, compagnia che produce e distribuisce oggettistica erotica, come ad esempio lubrificanti.

## Filmografia parziale

### Gay
- The Backroom
- The Big River
- The Matinee Idol
- The Other Side Of Aspen IV
- New Pledgemaster
- Ryker's Revenge

### Etero
- Raw (2001)
- Deep Inside Nicole Sheridan

### Bisex
- Mass Appeal 1
- Mass Appeal 2